# بابا فرحان (مسلسل)
بابا فرحان هو مسلسل أطفال سعودي عرض في 13 جزء، وهو من تأليف خالد الحربي ومن إنتاج مؤسسة المكتب (هاني السعدي)، يعتبر مسلسل بابا فرحان من أشهر مسلسلات الأطفال في الخليج العربي، وكان لشخصيات بابا فرحان عدد كبير من المسرحيات التي تنقلت في جميع أنحاء مناطق المملكة.
كانت آخر أجزاء المسلسل سنة 2004م، بعد ذلك توقف المسلسل عن العرض، وبعد فترة من توقفه طالب الكثير من الجمهور بعودة المسلسل.

## الممثلون
شارك في المسلسل بعض النجوم من أنحاء الوطن العربي ومنهم:
- صلاح عبد الله.
- ياسر جلال.
- عبير عيسى.
- نشوى مصطفى.
- داليا مصطفى.
- فهد غزولي.